# Ray (catch)
Pour les articles homonymes, voir Ray.
Ray (née le 14 février 1982 à Hong Kong et morte le 30 août 2018 à Hong Kong) est le nom de ring d'une catcheuse (lutteuse professionnelle) masquée japonaise.

## Carrière de catcheuse

### Débuts (2003-2010)
Ray s'entraîne auprès d'Emi Sakura (en) au dojo de la Gatokunyan et commence sa carrière masquée sous le nom de Rei (Zéro en japonais) le 15 septembre 2003. Sakura quitte la Gatokunyan pour fonder la Ice Ribbon (en) mais Rei est l'une des rares élèves de Sakura à ne pas la rejoindre. Elle rejoint finalement la Ice Ribbon après la fermeture de la Gatokunyan en 2007.

### Santé
Le 22 décembre 2015, elle est admise à l'hôpital universitaire de Tokyo après un combat de catch. Elle souffre alors d'une commotion cérébrale et les médecins lui font passer une IRM qui révèle une tumeur dans le thalamus. Les médecins pratiquent une biopsie qui rèvèle que cette tumeur est de stade 3. Elle meurt le 30 août 2018.